# New Jewel Movement
Le New Joint Endeavor for Welfare, Education, and Liberation (Nouvel effort commun pour le bien-être, l'éducation et la libération) ou New Jewel Movement  (Nouveau mouvement bijou) est un parti politique marxiste-léniniste grenadin fondé en 1973 par Maurice Bishop. Après avoir pris le pouvoir en 1979, les dirigeants du NJM créent le Gouvernement populaire révolutionnaire de la Grenade. Le NJM cesse d'exister en 1983 après l'invasion de la Grenade par les États-Unis.

## Historique

### Origines
Au cours des années 1970, la situation politique à la Grenade est devenue de plus en plus polarisée et violente. Le New Jewel Mouvement (NJM) est officiellement créé le 11 mars 1973 en tant qu'alliance du Joint Endeavor for Welfare, Education, and Liberation (Effort commun pour le bien-être, l'éducation et la libération, JEWEL) et le Movement for Assemblies of the People (Mouvement pour les assemblées du peuple, MAP) dirigé par Maurice Bishop.
Pour les élections générales de 1976, il forme une coalition électorale connue sous le nom d'Alliance populaire avec le Parti national grenadien et le Parti populaire uni. Cependant, l'alliance perd au profit du Parti travailliste uni de Grenade au cours d'élections qualifiées de frauduleuses par les observateurs internationaux. À la fin des années 1970, le NJM forme l'Armée de libération nationale (ALN), également connue sous le nom de « 12 apôtres ».[réf. nécessaire]

### La prise et l'exercice du pouvoir
Le 9 mars 1979, le NJM, profitant d'un séjour d'Eric Gairy à l'étranger, prend le contrôle de la caserne, de la station de radio, des bâtiments gouvernementaux et des commissariats de police du pays. Maurice Bishop suspend la constitution et annonce que le NJM forme le Gouvernement populaire révolutionnaire de la Grenade, avec lui-même comme Premier ministre. Le NJM se considère alors comme un parti en route vers le communisme, mais pas comme un parti communiste à cause du faible poids de la classe ouvrière dans la société grenadienne et du faible niveau d'éducation marxiste-léniniste de la population.
Après avoir refusé l'aide des États-Unis, le NJM se tourne vers Cuba pour aider au développement du pays, en particulier pour la construction de la nouvelle piste de l'aéroport international de Point Salines. Les techniciens cubains aident aussi au développement et à la formation d'une force de police. Le NJM devient aussi le seul parti officiel, même si le gouvernement révolutionnaire n'écrit pas de nouvelle constitution pour la Grenade. Cette situation et particulièrement le rapprochement avec Cuba inquiète les États-Unis.

### La division et la fin
À partir du début de l'année 1983, le parti se divise avec une fraction intransigeante, menée par Bernard Coard et de plus en plus critique envers Bishop. Cela aboutit à la division du parti et Coard mène un coup d'état et jette Bishop en prison. Les manifestations populaires obtiennent la libération de Bishop qui dans une tentative pour reprendre le pouvoir est fusillé. Finalement, c'est l'armée qui prend le pouvoir et forme un gouvernement sous la direction d'Hudson Austin. Les États-Unis lance alors l'invasion de la Grenade et le NJM quitte définitivement la scène politique grenadienne.